# Валковский городской совет
Ва́лковский либо Валковско́й городско́й сове́т — входит в состав Валковского района Харьковской области Украины.
Административный центр городского совета находится в городе Валки.

## История
- 1917 год - дата образования.
- До 1938 года совет назывался поселковым.
- С 19 октября 1938 года совет называется городским.

## Населённые пункты совета
- город Ва́лки (до 1938 года посёлок).